# Ozimops cobourgianus
Ozimops cobourgianus is een vleermuis uit het geslacht Ozimops die voorkomt in mangroves langs de kust van West-Australië van de Derby Gulf tot de Golf van Exmouth. De populaties van deze soort werden eerder gezien als de ondersoort cobourgianus van Ozimops loriae, nu een uitsluitend Nieuw-Guinese soort.

## Kenmerken
De vleermuis is bruin tot grijsbruin van kleur, de onderkant is geelgrijs, aan de voorkant wat geler. De kop-romplengte bedraagt 47 tot 55 mm, de staartlengte 30 tot 36 mm, de voroarmlengte 32,5 tot 35 mm en het gewicht 6,2 tot 9,0 g.